# Refuge d'Arrémoulit
Le refuge d'Arrémoulit est un refuge de montagne des Pyrénées, accessible depuis le lieu-dit Cabane de Caillou de Soques (1 400 m) sur la route D934 du col du Pourtalet ou depuis le lac d'Artouste en 1 h 30.

## Caractéristiques et informations
Le refuge est gardé de début juin à fin septembre.
Son alimentation électrique est d'origine solaire, qui permet de passer des appels de secours car la zone n'est pas couverte par le réseau de téléphonie mobile.

## Accès
Le refuge est accessible soit depuis la vallée d'Ossau proche du col du Pourtalet, à partir du lieu-dit Cabane de Caillou de Soques (1 400 m), en passant par le « passage d'Orteig » équipé d'une main courante qui sécurise cet itinéraire qui est à flanc de paroi (en 3 h ou 4 h) ; soit depuis le lac d'Artouste en 1 h 30 accessible par le petit train d'Artouste puis en longeant le lac et en suivant « lacs d'Arrémoulit ».

## Ascensions
Les sommets à proximité sont :
- le pic Palas (2 974 m) ;
- le pic du Balaïtous (3 144 m) ;
- les Frondella (3 063 m).